# Princess Maker 2
Princess Maker 2 (яп. プリンセスメーカー2) — компьютерная игра, вышедшая 15 июня 1993 года. Вторая часть в серии Princess Maker, не имеющая сюжетной связи с предыдущей игрой. Представляет собой симулятор воспитателя принцессы. Так же имеется RPG-режим, где игрок управляет непосредственно принцессой.

## Игровой процесс
Игрок должен своими действиями воспитывать подопечную, определяя её дальнейшую судьбу. В начале каждого месяца необходимо составлять расписание, чем будет занята героиня следующий месяц. На выбор предоставлены различные школы, подработки, приключения, отдых или отпуск. Выбранная деятельность влияет на навыки персонажа и его видение мира, что в итоге приводит к одной из множества концовок.

## Релиз
Игра впервые была выпущена для PC-9801 персонального компьютера. К сентябрю 1993 года было продано 30 000 копий, и компания получила 10 000 писем от фанатов. Англоязычная версия игры для DOS была завершена, но её выпуск был отменен в 1996 году. Эта версия была завершена, и обзорные копии были отправлены в журналы, однако компания, занимавшаяся английской локализацией, IntraCorp, обанкротилась. После этого версия была утечкой размещена в интернете, и иногда называлась abandonware. Позднее игра была выпущена для множества персональных компьютеров, включая FM Towns, Macintosh, Windows 3.1, Windows 95, Windows Me, а также для многих домашних консолей, таких как 3DO, PC Engine, Sega Saturn и PlayStation 2.
В 2001 году вторая и третья игры из серии Princess Maker были выпущены для Sega Dreamcast в сборнике под названием Princess Maker Collection. Игра была портирована на японские мобильные телефоны в 2005 году. Вместе с оригинальной Princess Maker 1, Princess Maker 2 получила новый «улучшенный» ремейк для Windows. Графика была перерисована, качество звука игры было изменено, а также были внесены различные другие элементы. Princess Maker 2 Refine была выпущена через Steam осенью 2016 года корейским издателем CFK. Эта версия предлагает на выбор английский, китайский, японский и корейский языковые варианты.